# 汪山村

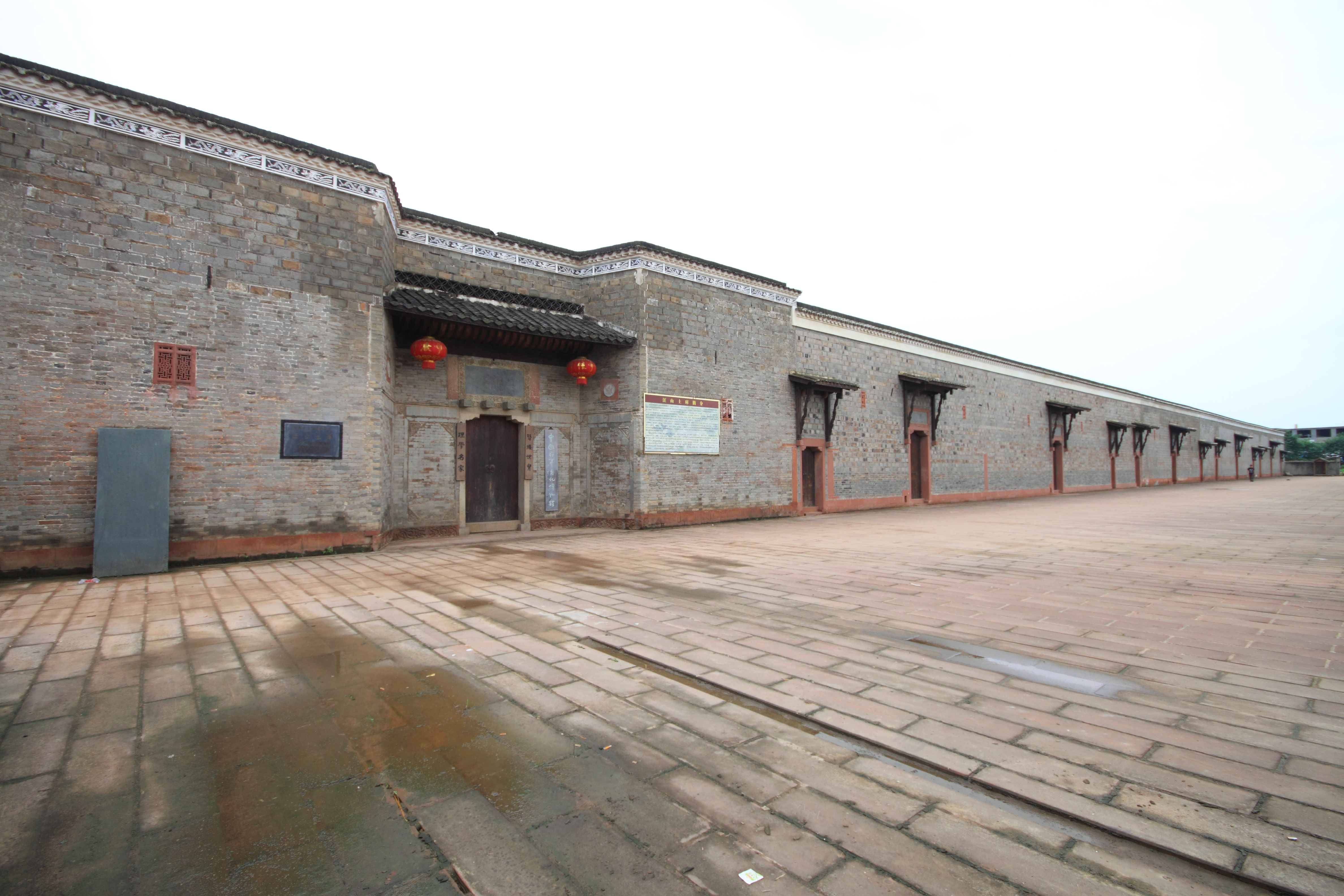

汪山村是中国江西省南昌市新建区大塘坪乡长胜村下辖的一个自然村。
村内规模宏大的官僚府邸建筑群汪山土库于2006年被列为第五批江西省文物保护单位。
2016年12月9日，汪山村列为第四批中国传统村落。